# Dasybasis ochreoflava
Dasybasis ochreoflava är en tvåvingeart som först beskrevs av Ferguson och Henry 1920.  Dasybasis ochreoflava ingår i släktet Dasybasis och familjen bromsar. Inga underarter finns listade i Catalogue of Life.